# Абагян, Армен Артаваздович
Арме́н Артаваздович Абагя́н (1 января 1933, Степанакерт, НКАО, Азербайджанская ССР — 18 ноября 2005, Москва) — советский и российский учёный в области атомной энергетики, доктор технических наук (1977), профессор (1985), член-корреспондент РАН (1997). Заслуженный энергетик Российской Федерации (1994). Известен как один из основателей научной школы по физике радиационной защиты.

## Биография
Армен Абагян родился 1 января 1933 года в городе Степанакерт Нагорно-Карабахской автономной области, Азербайджанской ССР. Его отец Артавазд Сергеевич Абагян работал в министерстве сельского хозяйства, мать Роза Левоновна была акушером-гинекологом.
В 1950 году Армен Абагян окончил школу с золотой медалью и поступил в Московский инженерно-физический институт. В 1956 году, окончив с отличием МИФИ, начал свою трудовую деятельность в Физико-энергетическом институте им. А. И. Лейпунского (город Обнинск), где в течение двадцати лет прошёл путь от старшего лаборанта до заведующего научным отделом. Занимался проблемами радиационной защиты и создания ядерных энергетических установок специального назначения.
В январе 1976 года Армен Абагян был назначен заместителем Генерального директора НПО «Энергия» Минэнерго СССР, а с 1984 года возглавлял Всесоюзный научно-исследовательский институт по эксплуатации атомных станций (ВНИИАЭС). Под его руководством сформировались основные научные направления ВНИИАЭС, ставшего ведущим институтом, обеспечивающим научно-техническую поддержку эксплуатации атомных станций.
В 1986 году в качестве эксперта Правительственной комиссии принимал участие в ликвидации последствий аварии на Чернобыльской АЭС и проведении научных исследований на месте трагедии, которые позволили правильно оценить масштабы и причины катастрофы. Один из двух не подписавших справку-заключение с версией причины взрыва «авария». Был одним из разработчиков доклада в МАГАТЭ о причинах Чернобыльской аварии. В 1995 году Армен Абагян участвовал в повторном пуске Армянской АЭС, был членом консультативного Совета безопасности по атомной энергетике при Президенте Республики Армения.
18 ноября 2005 года погиб во время пожара, начавшегося в соседней квартире высотного дома, где он проживал с семьёй. Будучи отрезанными от выхода наступавшим на них огнём и не получив помощи от пожарных, Армен Абагян и его жена Лили выбросились с балкона своей квартиры, находившейся на 25-м этаже. Похоронен на Троекуровском кладбище (участок 13а).

## Научный вклад и награды
В 1977 году Армен Абагян защитил докторскую диссертацию, в 1985 году получил звание профессора, в 1997 году был избран членом-корреспондентом РАН. Многие годы он являлся членом Экспертного совета ВАК СССР, Международной консультативной группы по ядерной безопасности при Генеральном директоре МАГАТЭ, входил в состав Центрального Правления Ядерного общества России с момента его образования.
Армен Абагян — автор более 150 научных публикаций, в которых исследовались закономерности формирования и свойства вторичного гамма-излучения, методы расчёта потока нейтронов, а также пути решения проблем безопасности и надёжности действующих АЭС. Он был одним из организаторов Всемирной ассоциации операторов АЭС, редактором научно-технического журнала «Атомная энергия».
За большой вклад в дело повышения безопасности и надёжности эксплуатации атомных станций Армен Абагян награждён орденами «Знак Почёта», Трудового Красного Знамени, Дружбы народов, медалью ордена «За заслуги перед отечеством» II-ой степени, медалью Анании Ширакаци «За значительный вклад в восстановительные работы на Армянской АЭС» (Армения), наградой ВАО АЭС «За высокие достижения в ядерной отрасли», Почётной грамотой Правительства РФ.